# 구안롱
구안롱(Guanlong)은 중생대 쥐라기 후기(약 1억 6,500만년 전~1억 4,500만년 전) 오늘날의 중국에서 서식했던 육식 공룡이다. 화석은 중국 신장 위구르 자치구 우차이완의 시슈고우층에서 발견된 성체와 아성체의 것이 전부이며, 티라노사우루스상과에 속한다. 전체 몸 길이는 약 3m ~ 3.5m, 높이는 1m, 체중은 75kg ~ 100kg 정도 나갔을 것으로 추정된다. 학명은 '관이 있는 도마뱀'이란 뜻으로 중국에서는 '五彩冠龍'(오채관룡)으로 불린다. 2006년 Xu Xing등에 의해 기술되었다. 한때 구안롱의 발견은 티라노사우루스과 공룡들이 아시아 지역에서 발생했다는 학설의 유력한 증거였지만 북아메리카에서 리트로낙스가 발견돼 티라노사우루스과는 배링 육교를 통해 아시아와 북아메리카로 갈라졌다는게 밝혀져 해당 학설은 폐기 되었다.